# Tompkins (Nueva York)
Tompkins es un pueblo ubicado en el condado de Delaware en el estado estadounidense de Nueva York. En el año 2000 tenía una población de 1,105 habitantes y una densidad poblacional de 4 personas por km².

## Geografía
Tompkins se encuentra ubicado en las coordenadas 42°7′6″N 74°14′58″O / 42.11833, -74.24944.

## Demografía
Según la Oficina del Censo en 2000 los ingresos medios por hogar en la localidad eran de $35,227, y los ingresos medios por familia eran $38,583. Los hombres tenían unos ingresos medios de $27,833 frente a los $19,087 para las mujeres. La renta per cápita para la localidad era de $16,507. Alrededor del 8.9% de la población estaban por debajo del umbral de pobreza.